# Bony de les Corticelles
El Bony de les Corticelles és una muntanya que es troba en el terme municipal de la Vall de Boí, a la comarca de l'Alta Ribagorça, i dins del Parc Nacional d'Aigüestortes i Estany de Sant Maurici.
El nom prové «de co(ho)rticellas, petites corts o corrals».
El pic, de 2.520,8 metres, s'alça a la carena que separa la Coma d'Amitges (E) i la Vall de les Corticelles (O); amb el Pic de la Montanyeta al sud.